# Главен подпрокурор
Главен подпрокурор или субпрокурор (на португалски: м.р. Subprocurador-Geral, ж.р. Subprocuradorа-Geral) е най-общото название на прокурорски ранг в Бразилия, с който се удостояват онези членове на Прокуратурата на Съюза, които пледират пред висшите (специализирани и федерални) съдилища на страната.
Прокуратурата на Съюза е федерален дял от Прокуратурата на Бразилия, който се състои от четири отделни прокуратури: Федерална прокуратура, Военна прокуратура, Трудова прокуратура и Прокуратурата на Федералния окръг и териториите.
Кариерните рангове на четирите дяла на Прокуратурата на Съюза представляват система, организирана на принципа на инстанционното представителство, което всяка прокуратура осигурява в системата от съдилища от своята юрисдикция. Така членовете на Федералната, Военната и Трудовата прокуратура пледират пред три отделни съдебни инстанции — първа съдебна инстанция (първоинстанционните федерални, военни и трудови съдилища), апелативна съдебна инстанция (регионалните федерални, военни и трудови съдилища) и пред висша съдебна инстанция (Върховния федерлен съд, Висшия съд, Висшия военен и Висшия съд на труда).
Членовете на тези 3 прокуратури, които пледират пред най-висшите съдилища от федералната съдебна система, носят най-общо название Главни субпрокурори (Subprocuradores-Gerais).
Главните субпрокурори са втори по ранг след ръководителите на съответните прокуратури. От техния състав се избират и членовете на висшите съвети на съответните дялове на Прокуратурата на Съюза.

## Видове
Според принадлежността си към съответните дялове на Прокуратурата на Съюза, главните субпрокурори в Бразилия са три отделни групи:
- Главни субпрокурори на Републиката (Subprocuradores-Gerais da República)
- Главни военни субпрокурори (Subprocuradores-Gerais de Justiça Militar)
- Главни субпрокурори на труда (Subprocuradores-Gerais do Trabalho)

### Главни субпрокури на Републиката
Главните субпрокурори на Републиката са членове на Федералната прокуратура, които пледират пред висшите и върховни федерални съдебни инстанции - Върховния федерален съд, Висшия съд и Висшия електорален съд. Главните субпрокурори на Републиката могат да представляват обвинението в процеси от компетенциите на Върховния федерален съд и Висшия електорален съд само след като за целта им бъдат делегирани права от страна на главния прокурор на Републиката. Според изискванията на закона само главни субпрокурори на Републиката могат да заемат длъжностите Заместник главен прокурор на Републиката, Заместник главен прокурор за електорални дела, Главен корежедор на Федералната прокуратура, Федерален прокурор по правата на гражданите, Координатор на камара за координация и ревизия на Федералната прокуратура. Освен това осем членове от десетчленния състав на Висшия съвет на Федералната прокуратура са главни субпрокурори на Републиката, избирани на квотен принцип.

### Главни военни субпрокурори
Главните военни субпрокурори са членове на Военната прокуратура на Бразилия, които пледират в дела от компетенцията на Висшия военен съд на Бразилия. Според изискванията на закона само главен военен субпрокурор може да бъде избиран за главен военен корежедор и координатор на Камарата за координация и ревизия на Военната прокуратура. Всички главни военни субпрокурори са по право и членове на Висшия съвет на Военната прокуратура.

### Главни субпрокурори на труда
Главните сбпрокурори на труда са членове на Трудовата прокуратура на Бразилия, които пледират в дела от компетенцията на Висшия съд на труда. Според изискванията на закона само главен субпрокурор на труда може да бъде избиран за главен корежедор на труда и координатор на Камарата за координация и ревизия на Трудовата прокуратура. Всички главни субпрокурори на труда са по право и членове на Висшия съвет на Трудовата прокуратура.